# Émilie Andéol
Émilie Gladwys Andéol (Burdeos, 30 de octubre de 1987) es una deportista francesa que compite en judo.
Participó en los Juegos Olímpicos de Río de Janeiro 2016, obteniendo una medalla de oro en la categoría de +78 kg. En los Juegos Europeos de Bakú 2015 consiguió dos medallas de oro (+78 kg y equipo).
Ganó una medalla de bronce en el Campeonato Mundial de Judo de 2014 y tres medallas en el Campeonato Europeo de Judo entre los años 2013 y 2015.

## Palmarés internacional
| Juegos Olímpicos   | Juegos Olímpicos        | Juegos Olímpicos  | Juegos Olímpicos |
| Año                | Lugar                   | Medalla           | Categoría        |
| ------------------ | ----------------------- | ----------------- | ---------------- |
| 2016               | Río de Janeiro (Brasil) | Medalla de oro    | +78 kg           |
| Campeonato Mundial |                         |                   |                  |
| Año                | Lugar                   | Medalla           | Categoría        |
| 2014               | Cheliábinsk (Rusia)     | Medalla de bronce | +78 kg           |
| Juegos Europeos    |                         |                   |                  |
| Año                | Lugar                   | Medalla           | Categoría        |
| 2015               | Bakú (Azerbaiyán)       | Medalla de oro    | +78 kg           |
| 2015               | Bakú (Azerbaiyán)       | Medalla de oro    | Equipo           |
| Campeonato Europeo |                         |                   |                  |
| Año                | Lugar                   | Medalla           | Categoría        |
| 2013               | Budapest (Hungría)      | Medalla de plata  | +78 kg           |
| 2014               | Montpellier (Francia)   | Medalla de oro    | +78 kg           |
| 2015               | Bakú (Azerbaiyán)       | Medalla de oro    | +78 kg           |